# 山梨県道702号富士精進線
山梨県道702号富士精進線（やまなしけんどう702ごう ふじしょうじせん）は、山梨県南都留郡鳴沢村の富士山五合目から同県同郡富士河口湖町精進に至る一般県道である。

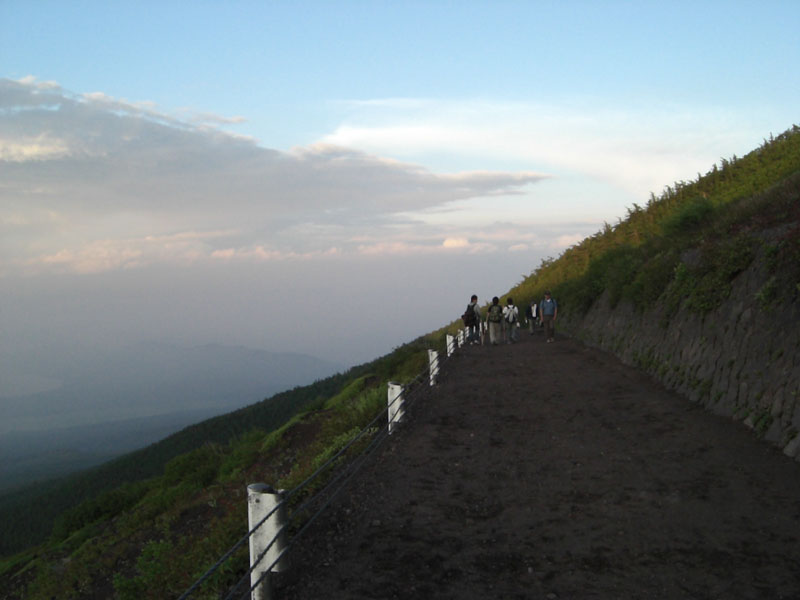
富士山五合目駐車場から1kmほど東の様子

## 概要
かつては富士吉田市の富士山6合目の山梨県道701号富士上吉田線重複区間内が起点であったが、2023年12月に骨子案が示された山梨県における富士山登山者抑制政策により県道区間が見直された。

### 路線データ
- 起点：山梨県南都留郡鳴沢村（富士山五合目ロータリー、山梨県道707号富士河口湖富士線富士スバルライン終点）
  - 旧起点：山梨県富士吉田市上吉田字富士山北向5618番地
- 終点：山梨県南都留郡富士河口湖町精進
- 路線延長 :

## 歴史
1923年（大正12年）に山梨県が掘削した精進湖から船津口4合目付近の路線と河口湖から6合目に至っていた「船津口登山道」を前身とする。「精進口登山道」として知られるルートであったが、富士スバルラインの開通により利用者が低迷したとされる。

### 年表
- 1958年（昭和33年）10月6日：路線認定（起点：富士山五号目 終点：上九一色村精進[1]）
- 2023年（令和5年）12月20日：山梨県知事定例記者会見において当路線の泉ヶ滝 - 五合目ロータリー間の県道廃止と県が有する通路・料金所化方針が示される[2]。
- 2024年（令和6年）
  - 2月1日：富士吉田市上吉田字富士山北向5618番地先 - 南都留郡鳴沢村字富士山8545番1地先間の路線延長・幅員をそれぞれ0mとする区域変更を実施（県道廃止）[3]。
  - 時期不明：当該区間の管理を山梨県県土整備部富士・東部建設事務所吉田支所から山梨県知事政策局富士山保全・観光エコシステム推進グループに移管。
  - 7月1日：旧単独区間（スバルライン交点 - 泉ヶ滝・県道701号富士上吉田線交点間）を富士山吉田口県有登下山道「吉田口五合目泉ヶ滝登山道」に指定[4]。

## 路線状況
2024年現在、前述のとおりほぼ全線にわたってアスファルト等による舗装がなされていない未舗装路であり、車両の通行を禁止されている道路（登山道）である。

### 通称
- 精進口登山道（終点付近以外の全区間）

### 重複区間
- なし

### 道路施設
- なし

## 地理
- 富士風穴

### 通過する自治体
- 山梨県
  - 富士吉田市 - 南都留郡富士河口湖町

### 交差する道路
- 静岡県道・山梨県道71号富士宮鳴沢線（山梨県南都留郡鳴沢村）
- 山梨県道707号富士河口湖富士線富士スバルライン（山梨県南都留郡鳴沢村、一部箇所で立体交差・終点接続）